# جبال باني

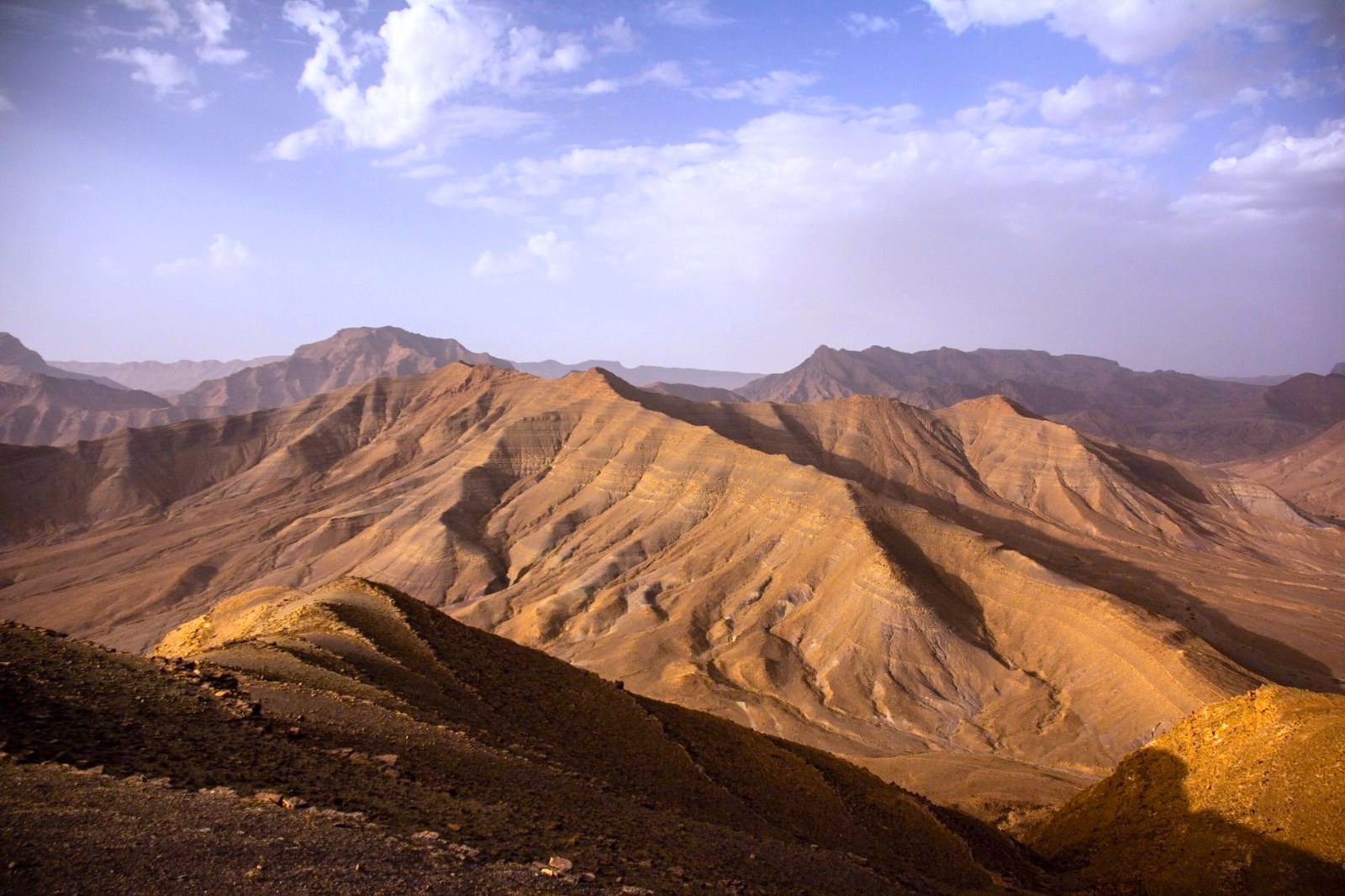
سلسلة جبال باني

جبال باني هي سلسلة جبلية مهمة تقع في جنوب المغرب، وتمتد على مدى حوالي 500 كيلومتر من شمال زاكورة إلى جنوب طانطان. تمتد هذه السلسلة الجبلية بين جبال الأطلس الصغير من الشمال والصحراء المغربية من الجنوب، مكونةً حاجزًا طبيعيًا يمتد عبر إقليم طاطا.

## الموقع والتضاريس

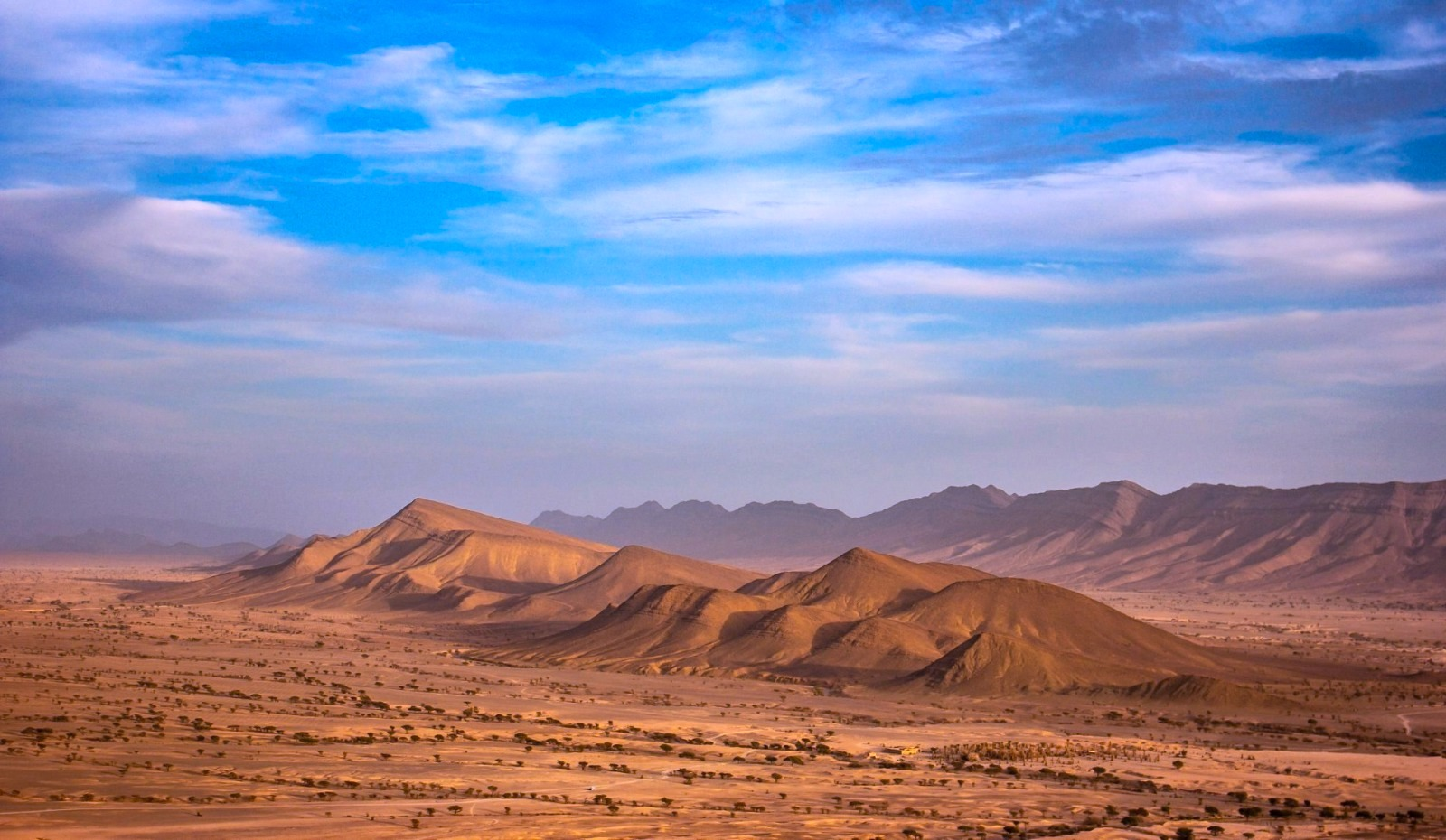
جبال باني اقليم طاطا

تتميز جبال باني بتضاريسها العرة والمتنوعة، وتعد إقليم طاطا الحدود الطبيعية بين جبال الأطلس والصحراء المغربية. تمتد السلسلة الجبلية بشكل طويل، وتشكل حاجزًا طبيعيًا للتصدي للتحديات الأمنية، حيث استُخدمت في بناء الجدار الأمني الذي يمتد شرق الصحراء المغربية.

## التاريخ والأهمية
تشكل جبال باني ليس فقط حاجزًا طبيعيًا ولكن أيضًا تاريخًا حيًا للمنطقة. يرتبط تاريخها بتشكيل الحدود الجغرافية والاستخدامات الاستراتيجية للمنطقة. كانت هذه الجبال دائمًا محورًا هامًا للدفاع ضد الهجمات، وقد تم استخدامها كملاذ طبيعي للسكان المحليين.
- يعتبر جبل باني موطنًا لنقوش صخرية تاريخية تعكس ثراء التراث الثقافي للمنطقة. توجد هذه النقوش على وجوه الجبال وفي المناطق المحيطة بها، وتشمل تمثيلات فنية للحياة اليومية والرموز الدينية والتعبيرات الفنية الأخرى. تمت دراسة هذه النقوش من قبل العديد من الباحثين، وتشكل جزءًا هامًا من التراث الثقافي للمنطقة.

يعكس وجود النقوش الصخرية استمرارية الحياة والثقافة في المنطقة على مر العصور، وتوفر فهمًا قيمًا حول حضارات الماضي وأسلوب حياتهم. تعزز هذه النقوش التواصل الثقافي والتاريخي وتشكل مصدرًا هامًا للدراسات الأثرية في جبال باني.
من خلال الحفاظ على هذا التراث الفني الفريد، يساهم سكان المنطقة والمهتمون في تعزيز الفهم والوعي بتاريخ وثقافة جبال باني وتسليط الضوء على مساهمتها الهامة في التاريخ الإنساني.

## التضاريس والطبيعة
تتنوع التضاريس في جبال باني بين المناظر الجبلية الشاهقة والوديان العميقة. تشكل هذه التضاريس بيئة مثالية لظهور الواحات، والتي تعد مصدرًا هامًا للمياه والحياة في المنطقة. يوجد العديد من الوديان والأودية التي تعبر الجبال، مثل وادي درعة والعديد من الأودية التي تمتد على مدى السلسلة الجبلية.

## السكان والثقافة
رغم تضاريسها القاسية، إلا أن هناك تجمعات سكانية في جبال باني، خاصة في شكل واحات نخيل متماسكة. يتعايش السكان مع الظروف البيئية الصعبة، وتكون الواحات مركزًا اجتماعيًا واقتصاديًا. تحتفظ المنطقة بتراث ثقافي غني، وتشتهر بالنقوش الصخرية والتاريخ القديم الذي يمتد لآلاف السنين.

## السياحة والاستكشاف
تعتبر جبال باني موطنًا لمناظر طبيعية خلابة وفريدة. يجذب هذا الموقع المستكشفين ومحبي الطبيعة الذين يتوجهون إلى المنطقة للاستمتاع بالتضاريس الجبلية والوديان الجذابة. يمكن للزوار الاستمتاع بالتسلق ورحلات المشي لاستكشاف هذه المناطق الطبيعية الساحرة.

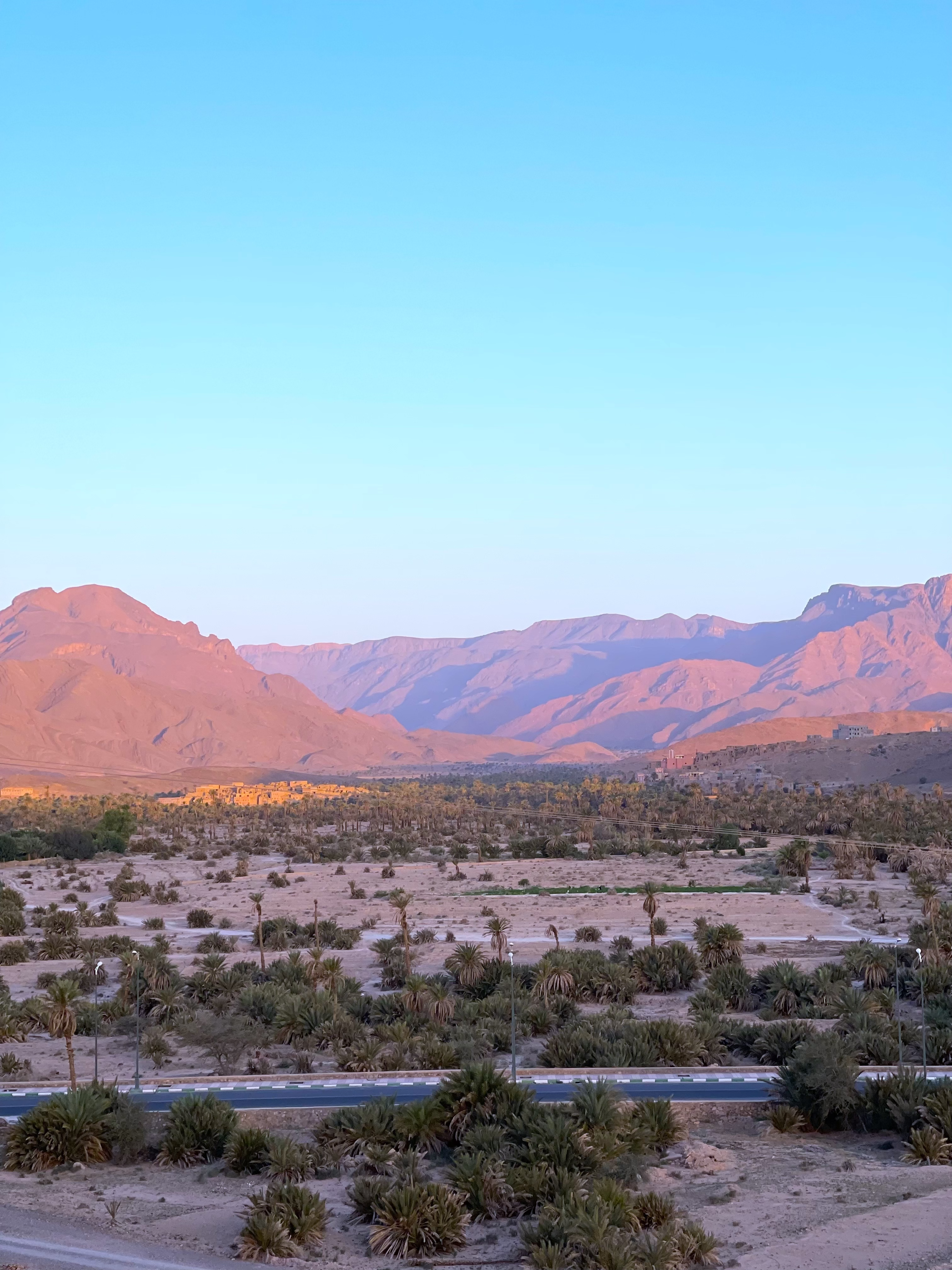

تعد جبال باني واحدة من الأماكن الفريدة في المغرب، حيث تجمع بين التضاريس الرائعة والثقافة الغنية، مما يجعلها وجهة سياحية ممتازة لأولئك الذين يتطلعون إلى تجربة فريدة في قلب المغرب.